# Maya (álbum)
Maya (estilizado como /\/\ /\ Y /\) es el tercer álbum de estudio de la cantante británica-tamil cingalesa M.I.A. Fue lanzado en julio de 2010 en su propia discográfica N.E.E.T. Recordings, a través de XL Recordings e Interscope Records. Los compositores y productores para el álbum fueron principalmente trabajado por M.I.A., Blaqstarr y Rusko. El longevo amigo de M.I.A., Diplo, Switch y su hermano Sugu Arulpragasam también han colaborado en el álbum, que generalmente compuesto y grabado en la casa de M.I.A. en Los Ángeles.
Las pistas del álbum enfoca el tema de la información política y están intencionadas para evocar lo que M.I.A. llama un «disturbio digital». Elementos de música industrial fueron incorporados al sonido de M.I.A. por primera vez. Una edición de lujo fue lanzado simultáneamente, incluyendo cuatro pistas adicionales. Las opiniones de los críticos del álbum fueron generalmente positivas aunque divididas, con su estilo musical y contenido atrayendo elogios y críticas. En su primera semana, el álbum entró en el UK Albums Chart en el número 21, convirtiéndose en su álbum más notable en el Reino Unido. También se convirtió en su álbum más visto en los Estados Unidos, alcanzando el número nueve en los Billboard 200, y debutó en la lista de los diez mejores en Finlandia, Noruega, Grecia y Canadá.
M.I.A. promocionó el álbum a través de la publicación de una serie de pistas en línea, incluyendo «Born Free», que fue acompañado por un cortometraje musical, el cual generó controversia debido a su gráficos violentos. También interpretó en festivales musicales en Estados Unidos y Europa para coincidir con el lanzamiento del álbum. Durante la promoción del álbum ella se involucró en una disputa con Lynn Hirschberg de The New York Times.

## Composición y grabación

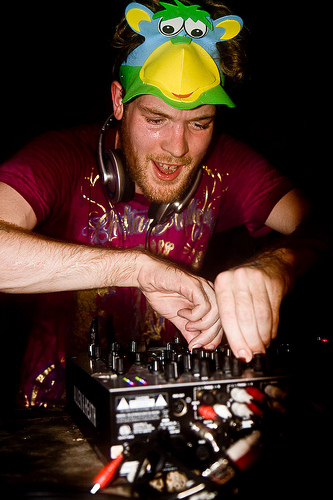
El productor británico Rusko fue uno de los colaboradores de M.I.A. en el álbum.

La música británica-tamil cingalesa M.I.A. lanzó su segundo álbum Kala en 2007, el cual recibió un amplio elogio crítico y fue certificado oro en los Estados Unidos, y plata en el Reino Unido. Seis meses después de dar a luz a su hijo Ikyhd en febrero de 2009, ella empezó a componer y grabar su tercer álbum en una sección de estudio casero en su casa de Los Ángeles que compró con su pareja Ben Bronfman. Usó instrumentos como un sintetizador de frases dinámicas Korg Kaossilator para componer. Ella tomó la máquina de ritmos y empezó a grabar en la cima de las pirámides mayas en México. La mayoría del trabajo en el álbum fue emprendido en su casa en Los Ángeles, a lo que ella lo llamó un «ambiente de la comuna», antes de completar un estudio rentado en Hawái. Ella colaboró con los compositores Blaqstarr porque, en su opinión, «simplemente producía buena música». La colaboración de M.I.A. con Derek E. Miller de Sleigh Balls en la pista «Meds and Feds» llevó a su posterior firma de la banda con la discográfica N.E.E.T, y según Miller, esta experiencia le entregó la confianza para grabar su primer álbum de estudio Treats.
Su sociedad creativa con el relativamente desconocido Rusko creció desde una sensación de frustración de lo que ella vio como su ahora relaciones más frecuentes sugiriendo pistas sub-estándares debido a sus agendas apretadas. Diplo trabajó en la pista «Tell Me Why», pero en un estudio de Santa Mónica y no en la casa. El aclaró en una entrevista que, después del deterioro de su relación personal con M.I.A. algunos años atrás, él no fue permitido visitar la casa porque «su novio realmente me odia».
Las pistas del álbum fueron reducidos a partir de las sesiones de grabación que duraba 30 horas. El productor Rusko, que tocaba la guitarra y piano en el álbum, describió al par ser finalmente atraídos por el estudio, apreciando el sonido «loco, distorsionado y frenético» que han creado. Rusko dijo: «Ella tiene un niño, un bebito de un año y nosotros hemos grabado su latido de corazón. Nosotros teníamos ideas locas». Rusko ha descrito M.I.A. como la mejor artista con quien ha trabajado hasta ahora, diciendo que ella «ha sido la más creativa, y realmente tengo un buen tiempo creando música con ella».

## Música y letra
M.I.A. llamó al nuevo proyecto «esquizofrénico», y habló sobre la inspiración del Internet que podría ser encontrado en las canciones y la portada. También dijo que el álbum enfoca en su «incapacidad de dejar Los Angeles por 18 meses» y sintiéndose «desconectada». Ella resumió que el tema principal del álbum trata sobre la información política. Durante la grabación del álbum, M.I.A. habló sobre los efectos combinados que las nuevas corporaciones y Google tienen en la colección de noticias e información, mientras acentúa la necesidad por fuentes alternativas de noticias que ella siente que la generación de su hijo necesitaría para una verdad objetiva. Maya fue hecho para estar tan «incómodamente extraño y lo malo que la gente empieza a ejercer sobre sus músculos de pensamiento crítico». M.I.A. dijo: «Puedes encontrar Google "Sri Lanka" y no plantea que todas estas personas fueron asesinada o bombardeadas. Es «Ven a Sri Lanka en vacaciones, hay hermosas playas... No tendrás la verdad hasta que te topes con la página 56, y es mi y tu responsabilidad de transmitir la información que no es fácil ver». Siguiendo esos comentarios, M.I.A. recibió amenazas de muerte directamente a ella y su hijo, de lo que ella citó como una influencia de las canciones en el álbum. Lo resumió como una mezcla de «bebés, muerte, destrucción e impotencia».

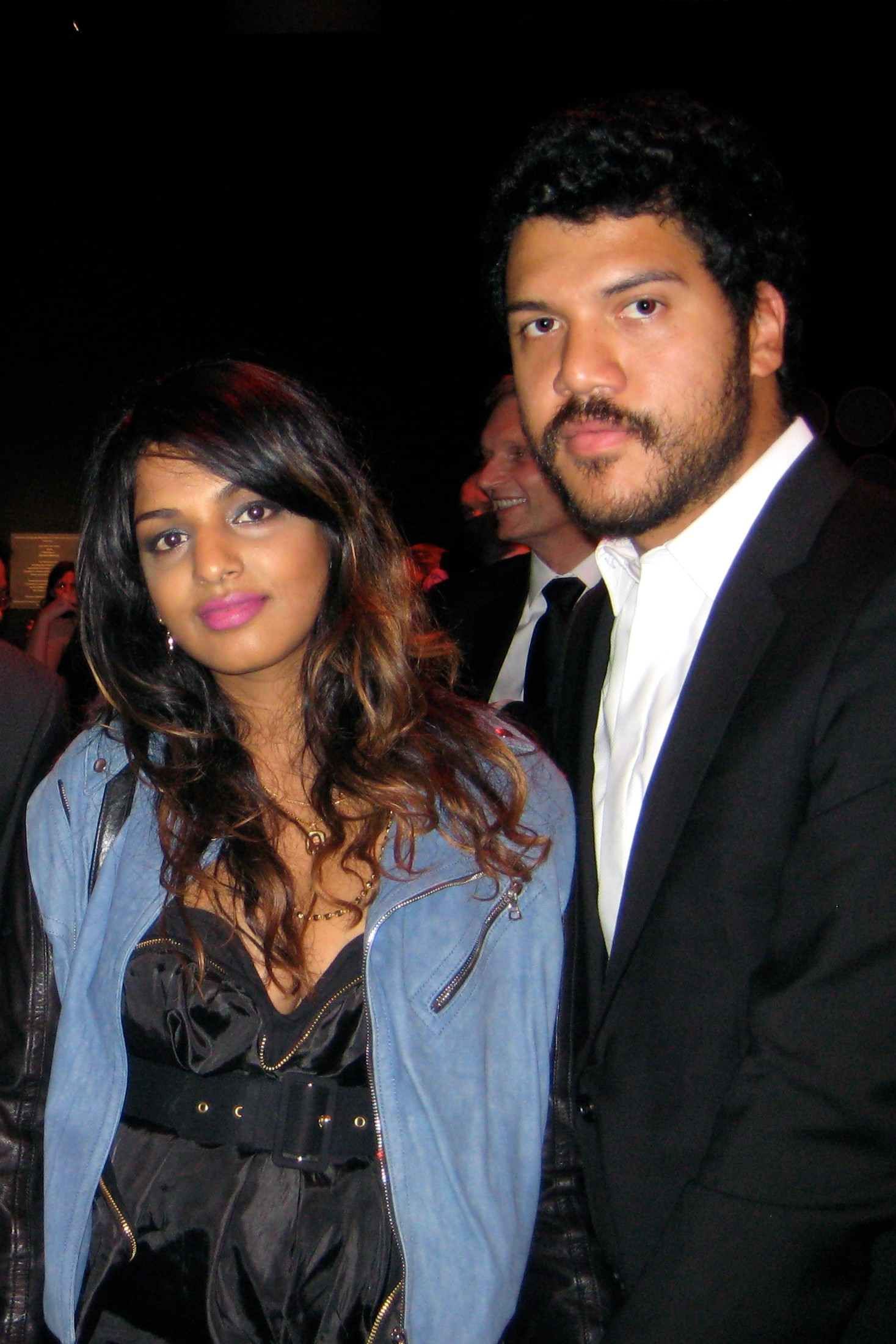
M.I.A. con su pareja Ben Bronfman.

M.I.A. optó por cantar, opuesto al rap, en varias pistas del álbum diciendo a Rolling Stone a inicios de 2010 que ella deseaba producir algo distinto de su álbum anterior, que tiene «más énfasis en la producción». En una entrevista de enero de 2010 con NME, ella habló sobre su inspiración por la película Food, Inc. y describió el álbum como una «exploración de nuestros errores y defectos» ,y dijo que se siente orgullosa de ellos. La pista final, «Space», que fue grabada usando una aplicación de iPhone, es una balada que Mikael Wood, escribiendo en Billboard, describe como «ensoñadora» y «suena como un Sega Genesis practicando su almohada parlanchina». En contraste, Greg Kot del Chicago Tribune describió «Lovalot» como si sonase «grabada en un valle húmedo; la voz de la cantante reverbera entre la percusión que suena como puertas rechinando y ratas escurriéndose a través de los canales de basura». «XXXO» dibuja su inspiración desde el «lado pop caseoso» de M.I.A., y está basado en el tema de la creación de un símbolo sexual. «Teqkilla» es la única canción que se relaciona su relación con Bronfman, a través de una referencia a Seagram, la compañía de su familia. «It Takes a Muscle» es una versión cover de la pista originalmente grabada en 1982 del grupo holandés Spectral Display, y está interpretada en un estilo reggae. La pista de entrada «The Message», incluye un cantante masculino, parodiando las palabras de la canción tradicional «Dem Bones» para enlazar a Google con el «gobierno». Kitty Empire escribió en The Observer que esas conexiones gubernamentales conspiracionales a Google y los pensamientos de Dznennet Abdurakhmanova, la joven rusa que bombardeó un sistema de tuberías de Moscú en venganza por la muerte de su esposo, estuvieron dentro del mundo ponderado en «Lovalot» con «una mezcla de rima sin sentido, postura militante y un flujo libre pop-cultural; su parada glótica de Lonren convierte maliciosamente "Te quiero mucho" en "Amo a Allah"». Anne Powers de Los Angeles Times dijo que «M.I.A. vuelve una llamada para actuar en un tic nervioso de una chica aterrorizada. Los sintetizadores puntean un fondo accidentado y nervioso. La canción no justifica nada, pero nos hace recordar que existe una persona detrás de cada fusil reluciente». Power también comentó cómo en «Born Free» mezcla el estilo presumido a menudo encontrado en la música hip hop con líneas refiriendo la vida de esas personas entre la pobreza y la persecución». «Illgirl», una pista encontrada solo en la edición de lujo del álbum, está escrita desde el punto de vista de una abusada pero recia joven, quien el crítico Robert Christgau dijo que podría ser la «niña-hermana-en-metáfora» de la persona ostentosa adoptada por M.I.A. en la pista «Steppin' Up».
Los samples usados en el álbum fueron tomados de artistas tan diversos como el dúo electrónico Suicide y el coro gósper the Alabama Sacred Harp Singers. «Internet Connection», una de las cuatro pistas adicionales de la edición de lujo de álbum, fue grabado en colaboración con un grupo de trabajadores filipinos de Verizon Communications. M.I.A. describió el sonido y la imagen del álbum como capturando un «disturbio digital», añadiendo que «demasiado de nosotros nos ha convertido en tipistas y vouyeristas. Necesitamos un moshpit digital como nunca hemos visto, más duro que el número de personas que lo estaban haciendo en la era punk. Necesitamos esa energía, pero digitalmente». Julianne Escobedo Sepherd de The Fader comentó sobre el creciente sentimiento industrial de las pistas hechas anterior al lanzamiento del álbum, un estilo que no ha sido incorporado previamente en su música. M.I.A. misma recogió «Steppin' Up», «Space» y «Teqkilla» como sus favoritos del álbum. Dijo que pensó en añadir el sonido de un taladro como fondo para «Steppin' Up», pero concluyó que esto fue enfoque «demasiado experimental».

## Lanzamiento y carátula
El álbum fue originalmente programado para ser lanzado el 29 de junio de 2010, pero la discográfica de M.I.A. anunció una nueva fecha de lanzamiento del 13 de julio. A finales de abril, la artista publicó un twitpic de la lista de canciones para el nuevo álbum. También comentó en el momento que estaba «abierta a sugerencias» sobre el título de álbum. Dos meses después, un blog publicó en la página web de la discográfica reveló que el álbum sería titulado /\/\/\Y/\, la puntuación marca deletreando Maya, el propio nombre de pila de M.I.A. El título tiene el mismo concepto de epónimo desde los álbumes anteriores: su padre (Arular de 2005) y madre (Kala de 2007). Algunos críticos usaron el título estilizado mientras otros no. El MySpace oficial de M.I.A. usó ambos títulos. El álbum fue lanzado en formatos convencionales físicos y digitales y como un LP para iTunes.
La carátula del álbum incluye el rostro de la cantante casi escondido en su totalidad por las barras de reproducción de YouTube. Kyle Anderson de MTV describió la carátula, que fue previsto en junio de 2010, como «una pieza de arte típicamente desorientada, psicodélica y abarrotada» y especula que quizás sea «una declaración sobre la privacidad del siglo XXI». La dirección de arte adicional para el álbum fue proporcionada por Aaron Parsons. M.I.A usó la agenda telefónica tamil cingalés de su madre para buscar una fotografía de matrimonio para proporcionar imágenes para álbum. Los fotógrafos para el álbum fueron Ravi Thiagaraja, M.I.A. y Jamie Martínez. Los elementos de la carátula ha sido previamente usado en una de las series de imágenes para valla, todo diseñado por músicos, que fueron proyectados en puntos de referencias en Londres realizado por un proyecto guerrillero llamado BillBored durante la elecciones generales del Reino Unido de 2010. La edición de lujo del álbum incluye un protector lenticular. La revista musical Prefix lo enlistó como una de las diez peores carátulas del 2010, enlazándolo como «la primera tarea de la clase de computación de un niño».
Cuando cuestionó sobre la dificultad de encontrar el título de su álbum en motores de búsqueda como Google, ella notó que ella escogió usar barras inclinadas debido a su fácil escritura y porque ella enlazó la apariencia del título luciendo en reproductores de música como iTunes. También sugirió que esto fue un intento deliberado para evitar la detección por los motores de búsqueda del Internet. Sian Rowe de The Guardian comentó que la manera deliberada de M.I.A. de reducir desde una audiencia general a través de uso de símbolos difíciles e inescrutables fue de una creciente escena subterránea tal vez tratando de crear una «brecha generacional» donde solo «los más jóvenes y los más entusiastas» podrías encontrar nombres en barras mediante lectura de fuentes en línea.

## Promoción
En enero de 2010, M.I.A. publicó un videoclio en Twitter, que incluye una nueva canción pero revelaba ninguna información sobre el que no sea sobre el título: «Theres space for ol I see» (sic), que quiere decir, «Hay espacio para todo lo que veo». El siguiente día, su publicista confirmó que la pista fue titulada «Space Odyssey» y ha sido producido en colaboración con Rusko para protestar una pieza de viaje sobre Sri Lanka impreso en The New York Times. La pista apareció en el nuevo álbum bajo el título «Space». El mismo mes, ella filmó un cortometraje para la canción «Born Free». Al final de abril, la pista fue lanzada como sencillo promocional, y el cortometraje lo acompañó. La película, dirigida por Romain Gavras, muestra una unidad militar acorralando a un jóvenes pelirrojos que, posteriormente, son disparados y forzados a correr a través de un campo minado. La película, que también incluye desnudez y escenas de uso de drogas, causó una amplia controversia y fue removido o etiquetado con una restricción de edad en YouTube. En las semanas después del lanzamiento de la película, M.I.A. fue la artista más blogueada en Internet, según MP3 blog de The Hype Machine. M.I.A. encontró la controversia "ridícula", diciendo que los vídeos de ejecuciones reales no han generado mucha controversia como su vídeo. En el período previo al lanzamiento del álbum, "XXXO", que Entertainment Weekly describió como el «primer sencillo oficial» del próximo material, «Steppin' Up», «Teqkilla» y «It Takes a Muscle» fueron lanzados digitalmente. El 6 de julio de 2010, ella puso disponible el álbum entero en su página de MySpace. En diciembre, «It Takes a Muscle» fue lanzado como un sencillo promocional con dos pistas.

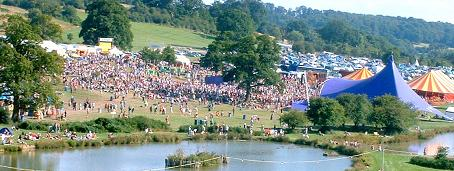
M.I.A. promocionó el álbum con una interpretación en el festival The Big Chill en agosto de 2010.

El nuevo álbum fue publicitado durante la interpretación de Jay-Z en el Festival de Artes y Música de Coachella en abril, cuando un pequeño avión voló a través del lugar anunciando el lanzamiento de Maya el 29 de junio de 2011. M.I.A. promocionó el álbum con una serie de apariciones en festivales musicales, incluyendo en el Festival Hard en Nueva York y The Big Chill en Herefordshire. Su interpretación al último fue cortado brevemente debido a la invasión de fanes en el escenario. También interpretó en el Festival Flow en Finlandia, donde ella fue invitada al escenario por Derek E. Miller tocando la guitarra su interpretación de «Meds and Feds», y el LokerseFeesten en Lokeren, Flandes, Bélgica, donde su interpretación atrajo un público de 13,500, el más grande de un festival musical de diez días. En septiembre, ella anunció una gira que consistiría hasta el fin de año.
M.I.A. también promocionó el álbum con una aparición en Late Night with David Letterman, donde interpretó «Born Free» con Martin Rev de Suicide tocando el teclado musical, y coreografiado por un grupo de bailarines al estilo de M.I.A. En noviembre de 2010, ella apareció en Later... with Jools Hollad en la televisión británica, interpretando «Born Free» y «It Takes a Muscle», el último con los miembros de The Specials. Mientras promocianaba el álbum, M.I.A. se involucró en una disputa contra Lynn Hirschberg de The New York Times, quien la entrevistó en marzo de 2010, del cual resultó un artículo donde representa a la cantante con una actitud pretenciosa y en busca de atención. En respuesta, M.I.A. publicó el número telefónico de Hirschberg en su página de Twitter y posteriormente subió su propia grabación de la entrevista, resaltando las discrepancias entre lo que ella dice y lo que fue reportado. La situación fue criticada por su carácter amarillista por algunos, sin embargo, M.I.A. recibió varios tipos de apoyos y las críticas para las siguientes sucesos en los medios de comunicación. Benjamin Boles en Now que, mientras la pieza de Hirschberg pasaba como un «personaje feroz de asesinato», las posteriores acciones de M.I.A. fueron «infantiles» y la convirtieron en la «hazmerreír del Internet». El periódico, más tarde, imprimió una corrección en la historia, reconociendo que algunas citas han sido tomadas fuera del contexto. El incidente ayudó a Boots Riley de la banda Street Sweeper Social Club a comentar en cómo los artistas han accedido a los medios de comunicación que permitió escritores mantenerse responsables y que la actitud de M.I.A. fue «brillante».

## Recepción

### Respuesta crítica

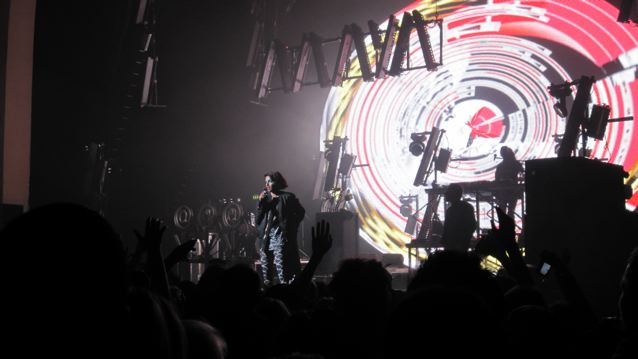
M.I.A. durante el Maya Tour, en el escenario se puede apreciar el nombre del álbum.

Los músicos críticos estuvieron disparejos en sus reseñas para Maya. Simon Vozick-Levinson de Entertainment Weekly llamó al álbum «seguramente el lanzamiento discográfico más divisivo del año». En Metacritic, que asigna una calificación normal sobre 100 basada en reseñas de críticos de la corriente principal, el álbum recibió una puntuación de 68 basado en 39 reseñas, que indicó «reseñas generalmente favorables». Las reseñas del álbum empezaron a aparecer antes de su lanzamiento después que el álbum fuera filtrado en baja calidad en Internet. Charles Aaron, escribiendo para Spin, entregó al álbum cuatro estrellas y medio sobre cinco, diciendo que la canción «Lovalot» es su «táctica más arriesgada hasta el momento». Matthew Bennett de Clash entregó una puntuación similar, llamándola un «trabajo sobresaliente». El escritor Roy Wilkinson de Mojo la llamó un «asalto alarmante de una música pop hacia-la-Luna». Escribiendo para la BBC Online, Matthew Bennett caracterizó el álbum como «fuerte, orgulloso, y toma ningún prisionero», y también elogió las pistas más brillantes, como «Teqkilla», que él llamó: «entretenidamente demente, pero completamente cautivante». El escritor Rob Sheffield de Rolling Stone dijo que el álbum fue el «más agresivo, encarado y apasionado hasta el momento», elogiando su «oído voraz de alarmas, sirenas, explosiones, convirtiendo cada sacudida en un breakbeat», y sus consiguientes letras como «expansivas». El escritor Ann Powers de Los Angeles Times encomió el álbum como «un intento de un artista quien ha definido por ella misma a través de la oposición para engranar con el sistema que ella ha entrado, para bien o mal, y para mantenerse reconocible para ella misma», caracterizando las ideas de primer plano de M.I.A. como «un esfuerzo digno de una revolución». En su guía de consumo para MSN Music, el crítico Robert Christgau entregó al álbum una calificación A y complementando su «ritmo y el rico, nuevo, político, terco, que cambia de forma y enérgico conjunto de nervios que los mantiene juntos».
Otros críticos no fueron elogiosos para el álbum. Charlotte Heathcote de Daily Express dijo que, mientras M.I.A. podría mantenerse como una de las artistas más imaginativas sin compromiso, solo hubo «rayos de esperanza de genialidad» en el álbum. El escritor Greg Kot de Chicago Tribune entregó al álbum dos estrellas y media sobre cuatro y expresó una respuesta mixta hacia el pop más ferviente de M.I.A. Leah Green de Entertainment Weekly fue el más crítico del álbum, aclarando que esto suena «tenebroso y casi fuertemente discordante, como si el álbum hubiera sido sumergido bajo el agua y luego ataca violentamente por un arsenal de herramientas mosqueadas excepcionalmente poderosas». Ella afirma que en el álbum no hay nada que suene «verdaderamante vital», o como algo revolucionario como M.I.A. quisiera proyecta a su público para creer. Stephen Troussé, escribiendo para Uncut, describió al álbum como «anti-climático» y «auto-satisfecho», y que esto ha sufrido desde «horizontes disminuidos». Mehan Jayasuriyara de PopMatters notó el auto-enaltecimiento de M.I.A. como una debilidad, añadiendo que Maya carece «el enfoque y confidencia de los álbumes anteriores de M.I.A.». Jesse Cataldo de Slant Magazine notó que el álbum «tiene el sentimiento de un proyecto de vanidad» y escribió: «Posiblemente sea un álbum sobre lo tradicional, pero su estética enlaza solamente su persona en niveles superficiales, en la escasez de sus ideas y a la, a veces forzada, fealdad de su mensaje». Chris Richard de The Washington Post lo llamó «una mezcla desorientada de estrépitos industriales y nieve derretida digital» y notó que «no hay mucho para cantar».

### Reconocimientos
En diciembre de 2010, NME nombró la canción «XXXO» y «Born Free» como la pista número 2 y 11 del año respectivamente. El álbum apareció en un número de listas de revistas de mejores álbumes del año. Spin colocó a Maya en el número 8 en su lista de los mejores lanzamientos de 2010, y Rolling Stone lo colocó en el número 19 de su cuenta regresiva.

## Lista de canciones
| N.º | Título              | Escritor(es)                                                                     | Producer(s)                      | Duración |  |
| 1.  | «The Message»       | Sugu Arulpragasam, Steve Loveridge                                               | S. Arulpragasam                  | 0:57     |  |
| 2.  | «Steppin Up»        | Maya Arulpragasam, Christopher Mercer, Dave Taylor                               | Rusko                            | 4:01     |  |
| 3.  | «XXXO»              | M. Arulpragasam, Charles Smith, Cherry Byron-Withers                             | Rusko, Blaqstarr                 | 2:54     |  |
| 4.  | «Teqkilla»          | M. Arulpragasam, C. Mercer, D. Taylor, John Hill, C. Byron-Withers               | M.I.A., Rusko, Switch, John Hill | 6:20     |  |
| 5.  | «Lovalot»           | M. Arulpragasam, D. Taylor, J. Hill, Opal Josephs, Sheldon Pennicot, Sekou Davis | M.I.A.                           | 2:50     |  |
| 6.  | «Story to Be Told»  | M. Arulpragasam, C. Mercer, D. Taylor                                            | M.I.A., Rusko                    | 3:32     |  |
| 7.  | «It Takes a Muscle» | Michael Mulders, Henri Overduin                                                  | Diplo                            | 3:00     |  |
| 8.  | «It Iz What It Iz»  | M. Arulpragasam, C. Smith                                                        | Blaqstarr                        | 3:29     |  |
| 9.  | «Born Free»         | Maya Arulpragasam, D. Taylor, Martin Rev, Alan Vega                              | M.I.A., Switch                   | 4:07     |  |
| 10. | «Meds and Feds»     | M. Arulpragasam, Derek E. Miller                                                 | M.I.A., Derek E. Miller          | 3:09     |  |
| 11. | «Tell Me Why»       | M. Arulpragasam, Wesley Pentz                                                    | Diplo                            | 4:11     |  |
| 12. | «Space»             | M. Arulpragasam, C. Mercer                                                       | M.I.A., Rusko                    | 3:08     |  |

Pista adicionales
| N.º | Título                       | Escritor(es)              | Producer(s)       | Duración |  |
| 13. | «Internet Connection»        | M. Arulpragasam, C. Smith | M.I.A., Blaqstarr | 2:49     |  |
| 14. | «Illygirl»                   | M. Arulpragasam, C. Smith | M.I.A., Blaqstarr | 2:12     |  |
| 15. | «Believer» (feat. Blaqstarr) | M. Arulpragasam, C. Smith | M.I.A., Switch    | 3:11     |  |
| 16. | «Caps Lock»                  | M. Arulpragasam, C. Smith | Blaqstarr         | 3:58     |  |